# Seremaia Bai
Seremaia Baïkeinuku (Nausori, 4 de enero de 1979) es un jugador fiyiano de rugby que se desempeña como centro.

## Selección nacional
Debutó con los Flying Fijians en 2000 y jugó con ellos hasta 2013. En total jugó 50 partidos y marcó 295 puntos.

### Participaciones en Copas del Mundo
Seremaia Bai disputó dos Copas del Mundo: Francia 2007 y Nueva Zelanda 2011.
| Mundial                       | Sede          | Resultado        | PJ | Pts |
| ----------------------------- | ------------- | ---------------- | -- | --- |
| Copa Mundial de Rugby de 2007 | Francia       | Cuartos de final | 5  | 12  |
| Copa Mundial de Rugby de 2011 | Nueva Zelanda | Primera fase     | 4  | 22  |

## Palmarés
- Campeón de la Copa Desafío de 2006/07.
- Campeón del Top 14 de 2009-10 y 2012-13.